# Дуршлаг
«Дуршлаг» (Durchschlag) — один з перших українських мережевих електронних журналів.

## Історія
У грудні 2007 року вийшов перший номер езину візуальної комунікації «Дуршлаг», що розповсюджувався через широку мережу дизайнерських сайтів та спеціалізованих спільнот. Видання має чітку спрямованість на треш, кітч та мінімалізм. «Дуршлаг» є продовжуваним виданням і видається в міру підготовки матеріалів.
Вихід у світ перших номерів цього езину та їх послідовників вплинув на розвиток українського сегменту інтернету. Інтернет-портал «AZH» навіть вжив термін «езиноманія».
Вважають, що з появою електронного журналу «Дуршлаг» термін «езин» почали використовувати в Україні.
13 березня 2023 року вийшов 8 номер журналу, в якому контент повністю згенерований штучним інтелектом.

## Галерея

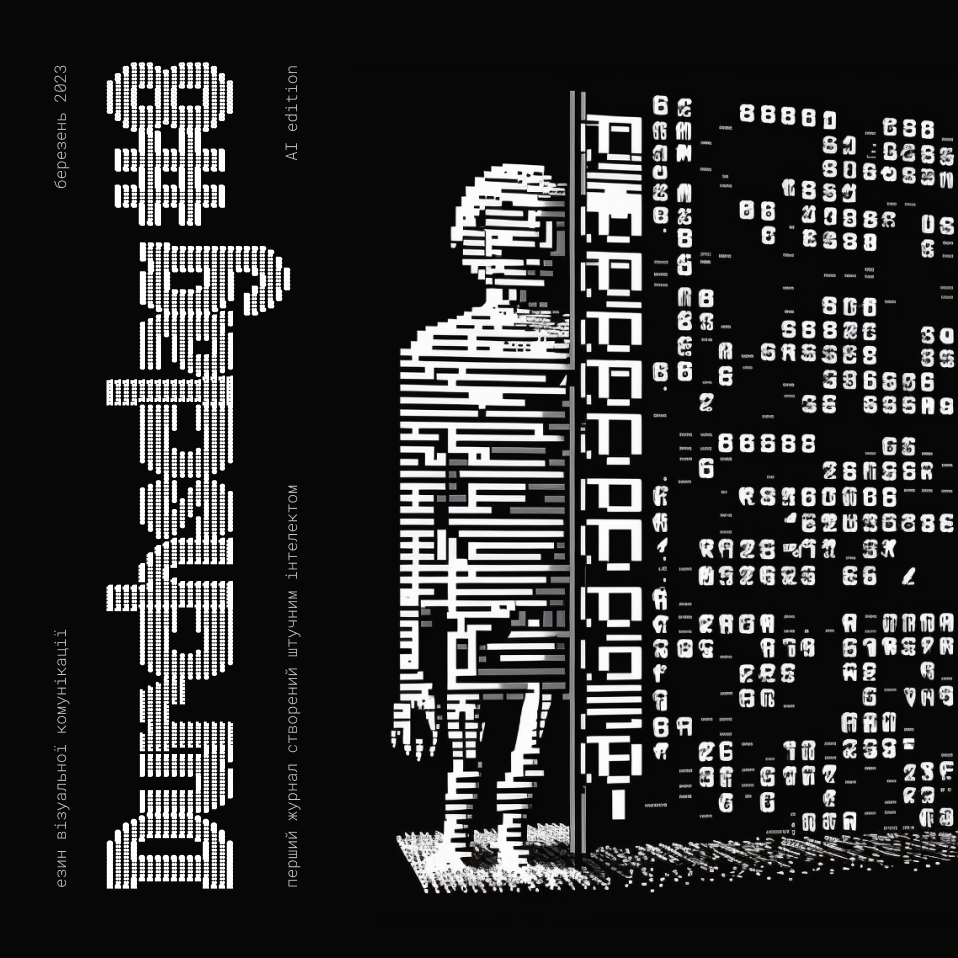
Обкладинка першого згенерованого штучним інтелектом номеру